# Kwaku Ananse
Kwaku Ananse es un cortometraje de 2013 dirigido por Akosua Adoma Owusu. Combina elementos semiautobiográficos con la historia de Kwaku Ananse, un embaucador de historias de África Occidental y el Caribe que aparece como una araña y un hombre. La fábula de Kwaku Ananse se combina con la historia de un joven forastero llamado Nyan Koronhwea, que asiste al funeral de su padre. La película fue protagonizada por el legendario músico Koo Nimo y la veterana actriz Grace Omaboe.
El guion fue coescrito por el cineasta y empresario paquistaní-estadounidense Iram Parveen Bilal. El guion fue escrito para MaameYaa Boafo, una actriz de Ghana nacida en Pakistán, que originalmente fue elegida para el papel principal como Nyan Koronhwea. Sin embargo, el equipo de producción en la ciudad de Nueva York finalmente decidió reformular el personaje durante la etapa de preproducción con Jojo Abot, un artista ghanés emergente.

## Contexto
Basándose en la rica mitología de Ghana, este cortometraje mágico combina elementos semiautobiográficos de la vida de Owusu con el folclore local para contar la historia de una joven estadounidense que regresa a África occidental para el funeral de su padre, solo para descubrir su doble identidad oculta. 
Kwaku Ananse es una fábula tradicional de África Occidental sobre un ser que es en parte hombre y en parte araña, que pasa años recogiendo toda la sabiduría del mundo en una olla de madera. Mientras trata de esconderla en un árbol, no encuentra la manera de colocarla en lo alto de sus ramas. Cuando su pequeño hijo, Ntikuma, le muestra cómo hacerlo, él se enoja tanto que la olla termina quebrándose en el suelo y la sabiduría se filtra sobre a través de él. Todos se apresuran, con la esperanza de salvar lo que puedan.

## Sinopsis
Nyan Koronhwea regresa a la Ghana natal de su padre, Kwaku Ananse, para su funeral. Habían perdido el contacto el uno con el otro hace mucho tiempo. Tiene sentimientos encontrados sobre la doble vida de su padre con una familia en Ghana y otra en los Estados Unidos. Abrumada por el funeral, se retira al mundo espiritual en busca de Kwaku Ananse.

## Premios
Fue nominada al Oso de Oro en el Festival Internacional de Cine de Berlín y ganó el premio al Mejor Cortometraje en la novena edición de los Premios del Cine Africano. También recibió una Mención Especial del Jurado en la Association Cinémas et Cultures d'Afrique 2015 en Angers, Francia.